# Aspres-lès-Corps
Aspres-lès-Corps – miejscowość i gmina we Francji, w regionie Prowansja-Alpy-Lazurowe Wybrzeże, w departamencie Alpy Wysokie.

## Demografia
Według danych na rok 1990 gminę zamieszkiwało 119 osób, a gęstość zaludnienia wynosiła 7 osób/km². W styczniu 2015 r. Aspres-lès-Corps zamieszkiwały 132 osoby, przy gęstości zaludnienia wynoszącej 7,9 osób/km².